# Елла Золотаренко
Елла Золотаренко (нар. 16 лютого 1973 року, Львів) — українська художниця, майстриня та викладачка петриківського розпису.

## Життєпис
Майстриня має фах психологині, працює вчителькою, а також проводить майстер-класи з петриківського розпису за напрямом арттерапія для дітей та дорослих.
У творчому доробку майстрині понад 15 персональних виставок, та більше ніж 10 за кордоном: у Польщі, Туреччині, Іспанії та Франції. Керівниця проєкту творча студія «Зернятко».
Роботи майстрині опубліковано:
- в підручнику: Українська література. 5 клас. М. І. Чумарна, Н. М. Пастушенко[4]
- в книзі: Я є Україна. Світоглядний всесвіт українців М. І. Чумарна.[5]

## Літературні джерела
- Петриківський розпис: бібліогр. покажч. / М-во культури України, Київ. нац. ун-т культури і мистецтв, наук. б-ка ; уклад.: Г. О. Стешенко, О. О. Скаченко. — Київ, 2018. — 77 с.https://www.calameo.com/read/0052879115ddef39adfe0